# Sepietta oweniana
Sepietta oweniana е вид главоного от семейство Sepiolidae.

## Разпространение и местообитание
Видът е разпространен в Албания, Алжир, Белгия, Босна и Херцеговина, Великобритания (Северна Ирландия), Германия, Гърция (Егейски острови и Крит), Дания, Египет (Синайски полуостров), Западна Сахара, Израел, Ирландия, Испания (Балеарски острови, Канарски острови и Северно Африкански територии на Испания), Италия (Сардиния и Сицилия), Либия, Ливан, Мавритания, Малта, Мароко, Нидерландия, Норвегия, Палестина, Португалия (Мадейра), Сирия, Словения, Тунис, Турция, Фарьорски острови, Франция (Корсика), Хърватия, Черна гора и Швеция.
Обитава крайбрежията на океани и морета.